# Tom Henning Øvrebø
Tom Henning Øvrebø (Oslo, 1966. június 26. –) norvég nemzetközi labdarúgó-játékvezető.

## Pályafutása

### Nemzeti játékvezetés
1992. szeptember 20-án debütált az I. Liga játékvezetőjeként. A nemzeti játékvezetéstől 2011-ben vonult vissza. Első ligás mérkőzéseinek száma: 205 (2008)

#### Nemzeti kupadöntő
Vezetett Kupa-döntők száma: 2.

##### Norvég Kupa
| Időpont            | Helyszín               | Mérkőzés típusa | Mérkőzés                          | Eredmény | Nézők száma |
| ------------------ | ---------------------- | --------------- | --------------------------------- | -------- | ----------- |
| 1999. október 30.  | Ullevaal Stadion, Oslo | döntő           | Rosenborg BK–SK Brann             | 2 – 0    | 25 296      |
| 2006. november 12. | Ullevaal Stadion, Oslo | döntő           | Fredrikstad FK–Sandefjord Fotball | 3 – 0    | 25 102      |

### Nemzetközi játékvezetés
A Norvég labdarúgó-szövetség Játékvezető Bizottsága (JB) terjesztette fel nemzetközi játékvezetőnek, a Nemzetközi Labdarúgó-szövetség (FIFA) 1994-től tartotta nyilván bírói keretében. Több nemzetek közötti válogatott és klubmérkőzést vezetett, vagy működő társának partbíróként segített. Első nemzetközi szerepléseinél Terje Hauge asszisztense volt. FIFA JB besorolás szerint elit kategóriás bíró. A norvég nemzetközi játékvezetők rangsorában, a világbajnokság-Európa-bajnokság sorrendjében a 3. helyet foglalja el 18 találkozó szolgálatával. Európai-kupamérkőzések irányítójaként az örök ranglistán a 80. helyet foglalja el 34 találkozó vezetésével. Az aktív nemzetközi játékvezetéstől 2010-ben a FIFA 45 éves korhatárát elérve búcsúzott. Válogatott mérkőzéseinek száma: 29.
Nála is (mint több más játékvezető) életében előfordult, hogy egy mérkőzésen a játékosok megfékezésére többször nyúlt a zsebébe. A SS Lazio – FC Dinamo București (10 sárga, 3 piros) vagy az FC Internazionale Milano – Liverpool FC (9 sárga, 1 piros) mérkőzésen, a cél elérése érdekében a játékosok többet foglalkoztak egymással, mint a labdával. Ilyen esetekben a játékvezető tehetetlen, a szabálykönyvben rögzítettek szerint járt el.

#### Világbajnokság
A világbajnoki döntőhöz vezető úton Dél-Koreába és Japánba a XVII., a 2002-es labdarúgó-világbajnokságra, Németországba a XVIII., a 2006-os labdarúgó-világbajnokságra illetve Dél-Afrikába a XIX., a 2010-es labdarúgó-világbajnokságra a FIFA JB bíróként alkalmazta.

##### 2002-es labdarúgó-világbajnokság

###### Selejtező mérkőzés
| Időpont           | Helyszín                        | Mérkőzés típusa           | Mérkőzés                     | Eredmény | Nézők száma |
| ----------------- | ------------------------------- | ------------------------- | ---------------------------- | -------- | ----------- |
| 2001. március 24. | Asim Ferhatović Hase, Szarajevó | előselejtező (7. csoport) | Bosznia-Hercegovina–Ausztria | 1 – 1    | 25 000      |

##### 2006-os labdarúgó-világbajnokság

###### Selejtező mérkőzés
| Időpont             | Helyszín                        | Mérkőzés típusa           | Mérkőzés            | Eredmény | Nézők száma |
| ------------------- | ------------------------------- | ------------------------- | ------------------- | -------- | ----------- |
| 2004. szeptember 8. | Szusza Ferenc Stadion, Budapest | előselejtező (8. csoport) | Magyarország–Izland | 3 – 2    | 5461        |
| 2005. március 30.   | Philip II Arena, Szkopje        | előselejtező (1. csoport) | Macedónia–Románia   | 1 – 2    | 15 000      |
| 2005. szeptember 3. | Karaiskakis Stadion, Pireusz    | előselejtező (2. csoport) | Grúzia–Ukrajna      | 1 – 1    | 33 500      |

##### 2010-es labdarúgó-világbajnokság
2008. október 24-én a FIFA JB bejelentette, hogy a Dél-afrikai rendezésű világbajnokság 54 lehetséges játékvezetőjének átmeneti listájára jelölte. Az első rostálást követő 38-as, szűkítette keretben már nem volt a jelöltek között.

###### Selejtező mérkőzés
| Időpont             | Helyszín                         | Mérkőzés típusa           | Mérkőzés                 | Eredmény | Nézők száma |
| ------------------- | -------------------------------- | ------------------------- | ------------------------ | -------- | ----------- |
| 2008. szeptember 6. | Hrazdan Stadion, Jereván         | előselejtező (5. csoport) | Örményország–Törökország | 0 – 2    | 30 000      |
| 2008. október 15.   | Baldvin király Stadion, Brüsszel | előselejtező (5. csoport) | Belgium–Spanyolország    | 1 – 2    | 45 888      |
| 2009. szeptember 5. | Tehelné pole Stadion, Bratislava | előselejtező (3. csoport) | Szlovákia–Csehország     | 2 – 2    | 23 800      |
| 2009. október 10.   | Olimpiai Stadion, Athén          | előselejtező (2. csoport) | Görögország–Lettország   | 5 – 2    | 18 981      |

---
Nigéria rendezte a 2009-es U17-es labdarúgó-világbajnokságot, ahol a FIFA JB bíróként foglalkoztatta.
| Időpont          | Helyszín                      | Mérkőzés típusa              | Mérkőzés            | Eredmény | Nézők száma |
| ---------------- | ----------------------------- | ---------------------------- | ------------------- | -------- | ----------- |
| 2009 október 27. | Teslim Balogun Stadion, Lagos | csoportmérkőzés (B. csoport) | Brazília–Mexikó     | 0 – 1    | 21 115      |
| 2009 november 1. | Sani Abacha Stadion, Kano     | csoportmérkőzés (F. csoport) | Olaszország–Uruguay | 0 – 0    | 20 000      |

#### Európa-bajnokság
Svájc rendezte a 2002-es U21-es labdarúgó-Európa-bajnokságot, ahol a FIFA JB játékvazatői feladattal bízta meg.
| Időpont         | Helyszín                 | Mérkőzés típusa              | Mérkőzés                 | Eredmény |
| --------------- | ------------------------ | ---------------------------- | ------------------------ | -------- |
| 2002. május 20. | Hardturm Stadion, Zürich | csoportmérkőzés (A. csoport) | Portugália–Svájc         | 1 – 1    |
| 2002. május 28. | St. Jakob-Park, Bázel    | döntő                        | Franciaország–Csehország | 0 – 0    |

---
Az európai labdarúgó torna döntőjéhez vezető úton Angliába a X., az 1996-os labdarúgó-Európa-bajnokságra, Belgiumba és Hollandiába a XI., a 2000-es labdarúgó-Európa-bajnokságra, Portugáliába a XII., a 2004-es labdarúgó-Európa-bajnokságra valamint Ausztriába és Svájcba a XIII., a 2008-as labdarúgó-Európa-bajnokságra az UEFA JB játékvezetőként foglalkoztatta.

##### 1996-os labdarúgó-Európa-bajnokság

###### Selejtező mérkőzés
| Időpont             | Helyszín              | Mérkőzés típusa           | Mérkőzés                 | Eredmény | Nézők száma |
| ------------------- | --------------------- | ------------------------- | ------------------------ | -------- | ----------- |
| 1995. szeptember 6. | Daugava Stadion, Riga | előselejtező (6. csoport) | Lettország–Liechtenstein | 1 – 0    | 3800        |

##### 2000-es labdarúgó-Európa-bajnokság

###### Selejtező mérkőzés
| Időpont             | Helyszín               | Mérkőzés típusa           | Mérkőzés               | Eredmény | Nézők száma |
| ------------------- | ---------------------- | ------------------------- | ---------------------- | -------- | ----------- |
| 1999. szeptember 4. | Dinamo Stadion, Minszk | előselejtező (1. csoport) | Fehéroroszország–Wales | 1 – 2    | 25 000      |

##### 2004-es labdarúgó-Európa-bajnokság

###### Selejtező mérkőzés
| Időpont           | Helyszín                         | Mérkőzés típusa            | Mérkőzés                   | Eredmény | Nézők száma |
| ----------------- | -------------------------------- | -------------------------- | -------------------------- | -------- | ----------- |
| 2003. április 30. | Mikheil Meskhi Stadion, Tbiliszi | előselejtező (10. csoport) | Grúzia–Oroszország         | 1 – 0    | 11 000      |
| 2003. június 7    | Dinamo Stadion, Minszk           | előselejtező (3. csoport)  | Fehéroroszország–Hollandia | 0 – 2    | 25 000      |
| 2003. október 11  | Tsirion Stadion, Limassol        | előselejtező (1. csoport)  | Ciprus–Szlovénia           | 2 – 2    | 2346        |

##### 2008-as labdarúgó-Európa-bajnokság

###### Selejtező mérkőzés
| Időpont             | Helyszín                              | Mérkőzés típusa           | Mérkőzés              | Eredmény | Nézők száma |
| ------------------- | ------------------------------------- | ------------------------- | --------------------- | -------- | ----------- |
| 2006. október 7.    | Vasil Levski National Stadion, Szófia | előselejtező (G. csoport) | Bulgária–Hollandia    | 1 – 1    | 40 547      |
| 2007. március 24.   | Nemzeti Stadion, Ramat Gan            | előselejtező (E. csoport) | Izrael–Anglia         | 0 – 0    | 45 000      |
| 2007. szeptember 8. | Lokomotiv Stadion, Moszkva            | előselejtező (E. csoport) | Oroszország–Macedónia | 3 – 0    | 26 000      |
| 2007. november 21.  | Nemzeti Stadion, Kijev                | előselejtező (B. csoport) | Ukrajna–Franciaország | 2 – 2    | 30 000      |

###### Európa-bajnoki mérkőzés
Az Olaszország – Románia  csoportmérkőzést követően az Olasz labdarúgó-szövetség sportdiplomáciai úton tiltakozott az  UEFA-nál, az eredmény, ezen a tornán nem vezetett több mérkőzést. 
| Időpont          | Helyszín                   | Mérkőzés típusa              | Mérkőzés                  | Eredmény | Nézők száma |
| ---------------- | -------------------------- | ---------------------------- | ------------------------- | -------- | ----------- |
| 2008. június 8.  | Hypo-Arena, Klagenfurt     | csoportmérkőzés (B. csoport) | Németország–Lengyelország | 2 – 0    | 30 461      |
| 2008. június 13. | Letzigrund Stadion, Zürich | csoportmérkőzés (C. csoport) | Olaszország–Románia       | 1 – 1    | 30 585      |

#### Nemzetközi kupamérkőzések

##### Bajnokcsapatok Európa-kupája
Az első Bajnokok Ligája mérkőzése 2001-ben volt, azóta törzsvendége számos mérkőzésnek. 
| Időpont              | Helyszín             | Mérkőzés típusa              | Mérkőzés                         | Eredmény |
| -------------------- | -------------------- | ---------------------------- | -------------------------------- | -------- |
| 2009. szeptember 29. | Népstadion, Budapest | csoportmérkőzés (E. csoport) | Debreceni VSC–Olympique Lyonnais | 0 – 4    |

## Szakmai sikerek
- Hazájában többször az Év Játékvezetője. 2001-2006 között hatszor nyerte el a Kniksen díjat, hatszor lett Norvégia legjobb játékvezetője.
- Az IFFHS (International Federation of Football History & Statistics) 1987-2011 évadokról tartott nemzetközi szavazásán 151, játékvezető besorolásával minden idők 135, legjobb bírójának rangsorolta, holtversenyben  Ísza Rasíd al-Dzsasszász, Nyikolaj Vlagyiszlavovics Levnyikov és Nezsi Zsujni társaságában.